# Lampedusa
Lampedusa (phát âm [lam.pe.ˈdu.sa]; tiếng Sicilia: Lampidusa; tiếng Hy Lạp cổ: Λοπαδούσσα Lopadoussa) là đảo lớn nhất quần đảo Pelagie của Ý ở Địa Trung Hải.
Comune Lampedusa e Linosa (bao gồm cả Linosa và Lampione) là một phần của tỉnh Agrigento thuộc vùng Sicilia. Đây là phần cực nam của Ý. Tunisia, cách khoảng 113 kilômét (70 dặm), là nơi đất liền gần nhất với đảo. Đảo Sicilia cách khoảng 205 kilômét (127 dặm), trong khi đảo quốc Malta nằm cách 176 kilômét (109 dặm) về phía đông.
Lampedusa có diện tích khoảng 20,2 kilômét vuông (7,8 dặm vuông Anh) và dân số chừng 6.000 người. Các hoạt động kinh tế chính là ngư nghiệp, nông nghiệp, và du lịch. Những chuyến phà giúp kết nối hòn đảo với Porto Empedocle, gần Agrigento. Cũng có những chuyến bay quanh năm từ sân bay Lampedusa đến Palermo và Catania trên đảo Sicilia. Vào mùa hè, có thể bay đến Roma và Milan.
Từ đầu thập niên 2000, hòn đảo đã trở thành "cổng vào" cho người nhập cư, chủ yếu từ châu Phi. Năm 2013, Spiaggia dei Conigli ("bãi thỏ"), ở mạn nam đảo, là bãi biển đẹp nhất thế giới theo trang du lịch TripAdvisor. Người Anh từng có ý định biến Lampedusa thành một đảo của Malta khi Malta còn là một thuộc địa Anh.